# 日穆德切
51°6′7″N 25°7′29″E / 51.10194°N 25.12472°E
日穆德切（烏克蘭語：Жмудче），是烏克蘭的村落，位於該國西部沃倫州，由科韋利區負責管轄，面積1.33平方公里，海拔高度179米，2001年人口354，人口密度每平方公里266.37人。